# Pénfigo paraneoplásico
El pénfigo paraneoplásico es un enfermedad de la piel que fue descrita por primera vez en 1990. Los pacientes que sufren esta afección tienen anticuerpos que reaccionan a las proteínas de placa desmoplaquina y desmosomal presentes en todo su epitelio.
El pénfigo paraneoplásico es una enfermedad ampollosa autoinmune asociada a una neoplasia oculta o previamente diagnosticada, con manifestaciones clínicas, histológicas e inmunológicas bien definidas. Se caracteriza por erosiones de la mucosa oral o genital que no responden a los tratamientos convencionales, y la presencia de lesiones cutáneas polimorfas que progresan a ampollas y erupciones en el tronco y las extremidades. Esta enfermedad esta mediada por Ig G, se inicia por un proceso linfoproliferativo. La histología puede ser variada, con presencia de acantólisis o dermatitis liquenoide. La presencia de anticuerpos circulantes es un hallazgo constante que confirma el diagnóstico y permite diferenciarlo del penfigo vulgar.
El pénfigo paraneoplásico es un síndrome mucocutánea acantolítica asociado a tumores malignos. Se cree que el trastorno surge por la existencia de anticuerpos dirigidos contra antígenos tumorales que exhiben una reactividad cruzada contra diversas proteínas de la piel. Los autoanticuerpos se unen a las proteínas epidérmicas responsable de la adhesión, lo que resulta en desprendimiento de la piel.
Se asocia sobre todo con neoplasias hematológicas, como el linfoma no Hodgkin, leucemia linfocítica crónica, y enfermedad de Castleman, que comprenden más de 80% de los casos. Sin embargo puede aparecer en diversos tumores sólidos no hematológicas, incluyendo el carcinoma, sarcoma, melanoma, cáncer de páncreas, cáncer de mama, carcinoma de células escamosas de la lengua, cáncer gastrointestinal, cáncer de vagina, carcinoma hepatocelular y carcinoma de células renales. Aunque su aparición asociado a neoplasias no hematológicas es poco frecuente, deben ser considerada esta posibilidad en la evaluación de un paciente que presenta pénfigo.